# Idiocnemis inaequidens
Idiocnemis inaequidens är en trollsländeart som beskrevs av Maurits Anne Lieftinck 1932. Idiocnemis inaequidens ingår i släktet Idiocnemis och familjen flodflicksländor. IUCN kategoriserar arten globalt som livskraftig. Inga underarter finns listade i Catalogue of Life.